# Eraldo Gastone

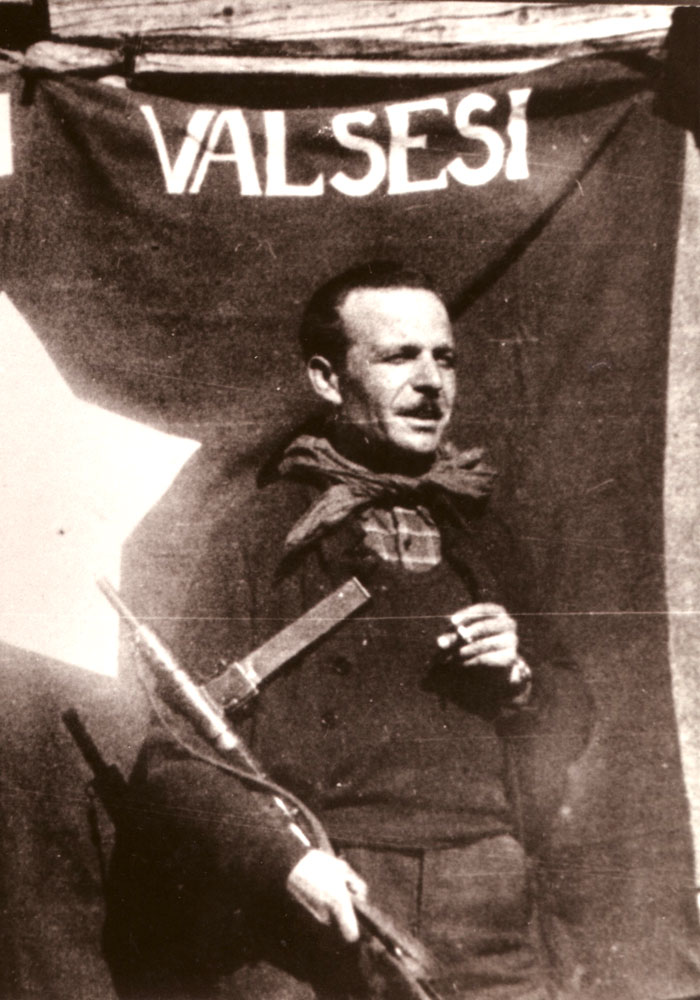
Eraldo Gastone nelle vesti di comandante militare della Divisione Valsesia

Eraldo Gastone, col nome di battaglia di "Ciro" (Torino, 16 dicembre 1913 – Novara, 22 febbraio 1986), è stato un partigiano, politico e comandante militare delle Brigate Garibaldi della Valsesia durante la Resistenza italiana, divenne uno dei comandanti più abili e rispettati delle formazioni partigiane in combattimento contro le forze nazifasciste italiano.

## Biografia
Nel 1918 la sua famiglia si era trasferita a Novara ed Eraldo, dopo essersi diplomato, aveva iniziato la carriera militare presso la Scuola allievi ufficiali di Bra.
Studente in scienze commerciali e poi ragioniere, prima di entrare in servizio effettivo nell'Aeronautica esplica la propria attivirà presso ditte ed enti pubblici. Nel 1934 è Ufficiale di complemento nel I Reggimento Artiglieria Alpina. È poi richiamato con lo stesso grado nel 1935 e congedato nel 1936. Frequenta un corso presso la Scuola di applicazione dell'Aeronautica nel 1938-39 in qualità di Tenente di complemento d'Artiglieria ed è in seguito promosso s. Ten. effettivo dell'Arma Aeronautica nell'aprile del 1939. Partecipa alla seconda guerra mondiale su vari fronti in Italia e all'estero.
L'armistizio dell'8 settembre 1943 coglie il giovane ufficiale mentre, da una missione a Pescara, sta rientrando al 5 Magazzino dell'Aeronautica militare a Novara. "Ciro" (questo il nome che Gastone avrebbe assunto durante la Resistenza), riesce ad evitare di essere catturato dai tedeschi e diventa uno dei primi e più attivi organizzatori delle formazioni partigiane in Piemonte. Divenuto comandante del Raggruppamento Divisioni garibaldine della Valsesia, Cusio, Verbano e Ossola - con Cino Moscatelli come commissario politico -  Gastone ha elaborato i piani delle più importanti battaglie partigiane combattute nella regione, che avrebbe poi descritto nel dopoguerra in importanti studi sulle "zone libere".
Nell'ottobre del 1943, è "Ciro" a liberare il comunista "Cino", trattenuto nella caserma dei Carabinieri di Borgosesia. È Moscatelli a far aderire Gastone al Partito comunista. Tra le tante drammatiche esperienze partigiane di "Ciro" fu protagonista il 20 aprile 1944, di un rastrellamento fascista nella valle del Roy. Ferito seriamente ad una gamba, il comandante partigiano (che inutilmente chiede a un suo compagno - Giovanni Gastaldi - di sparargli, per evitare di cadere nelle mani dei fascisti), riesce a trascinarsi sino a Carcoforo. Il parroco del paese (don Daniele Bianchi), lo nasconde, lo cura e lo salva. Nell'estate del 1944 "Ciro" guida la liberazione della Valsesia e il successivo sganciamento delle formazioni; elabora il piano di "pianurizzazione" della guerriglia; propone un piano di sganciamento della zona libera dell'Ossola, che verrà disatteso.
Nella primavera successiva, dopo aver salvaguardato e rafforzato, durante il secondo inverno di guerriglia, le formazioni garibaldine, elabora (di concerto con il Comando militare del CLNAI) il "piano 27", ovvero il piano insurrezionale che porterà alla liberazione della vecchia provincia di Novara. Il 26 aprile 1945, "Ciro" (alla testa di sei brigate partigiane) circonda Novara ed è tra i protagonisti dell'incruenta liberazione della città. Nel maggio del 1945, la Valsesia gli conferisce la cittadinanza onoraria. Nel giugno successivo, per far fronte ai gravi problemi occupazionali, Eraldo Gastone fonda la prima cooperativa fra partigiani, assumendo anche la presidenza provinciale della neonata ANPI (carica che mantiene sino alla morte). Dopo l'Unione Cooperative Garibaldi, "Ciro" fonda e presiede la Cooperativa Comunale di Consumo e per molti anni diviene presidente della Federazione Provinciale delle Cooperative e Mutue, nonché membro del Comitato nazionale della Lega nazionale Cooperative e Mutue.
Alle elezioni amministrative del marzo 1946 è eletto consigliere comunale (resterà tale, ininterrottamente, sino al 1983). Diviene anche, subito dopo la Liberazione, vicesindaco di Novara, carica che ricoprirà fino al 1951. Sempre nel 1951 è nominato direttore del settimanale comunista "La Lotta". Il 19 maggio 1968 è eletto, per il PCI, deputato al Parlamento, così come nella successiva legislatura (1972), occupandosi prevalentemente di bilancio, finanze e tesoro. Nominato presidente dell'Istituto storico della Resistenza e della Società contemporanea "Piero Fornara" nel marzo 1975, ne segna fortemente lo sviluppo, assecondando molti giovani, impegnati in campagne di ricerca e di acquisizione documentaria sulla Resistenza.